# Phylloscypha
Phylloscypha Van Vooren – rodzaj grzybów z rodziny kustrzebkowatych (Pezizaceae).

## Charakterystyka
Askokarp typu apotecjum. Jest skórzaste, miseczkowate, beztrzonowe. Powierzchnia zewnętrzna wyraźnie otrębiasta lub granulkowata, fioletowa. Miąższ także fioletowawy. Worki z nakrywką, 8-zarodnikowe, wyrastające z pastorałek, ich ściana w odczynniku Melzera wybarwia się na niebiesko. Parafizy szkliste, w górnej części z pigmentem zewnętrznym, jasnobrązowe, oliwkowobrązowe lub ciemnobrązowe. Askospory brodawkowate, bez gutul, ale zawierają małe polarne granulki, ozdobiony brodawkami. Ekscypulum typu textura globulosa, zbudowane z dużych i średniej wielkości komórek.

## Systematyka i nazewnictwo
Pozycja w klasyfikacji według Index Fungorum: Pezizaceae, Pezizales, Pezizomycetidae, Pezizomycetes, Pezizomycotina, Ascomycota, Fungi.
Gatunki występujące w Polsce:
- Phylloscypha boltonii (Quél.) Van Vooren & Hairaud 2020[3]
- Phylloscypha phyllogena (Cooke) Van Vooren 2020[4]

Nazwy naukowe według Index Fungorum. Wykaz gatunków według M.A. Chmiel i innych